# Chapelle Saint-Nicolas d'Avignon
Pour les articles homonymes, voir Chapelle Saint-Nicolas.
La chapelle Saint-Nicolas est située à Avignon (Vaucluse), sur le troisième pilier (entre la deuxième et troisième arche) du Pont Saint-Bénézet qui passe au-dessus du Rhône.

## Style architectural
Art roman provençal

## Particularité
Il y a une chapelle Saint-Bénézet en dessous de la chapelle Saint-Nicolas.